# Га-га
Га-га је врста игре између две ватре. Састоји се из избегавања, бацања, трчања и скакања са лоптом и ударања противника лоптом испод колена, док се у исто време избегава да будеш ударен. Може се играти у групама, тимски или један на један. Игра се понекад назива и Israeli dodge-ball, али и "октобол" и "панадабол".

## Игра
Га-га се игра у великом октагону или хексагону који се назива га-га јама, а сваки појединац има посебне рукавице за игру. Почиње када неко баци гага лопту у ваздух. Када лопта одскочи, играчи кажу "га" након сваког ударца о земљу (укупно прва три). Леђа учесника остају уз зид све док лопта не одскочи и трећи пут, након чега почиње такмичење. Играчи гађају један другог лоптом. Појединца не може да гађа лоптом два пута за редом, осим ако она не удари у зид или другу особу. Када је погођен, мора да напусти игру. Играч који удари или избаци лопту ван јаме такође испада. Ако ухвати лопту док је у ваздуху, последња особа која је ударила лопту испада.

## Правила
1. Можеш да удариш лопту рукама, али узимање лопте са пода и бацање на другог играча није дозвољено. У неким играма, дозвољени су ударци само отвореном руком да би спречили повреде код мале деце, и зато што дозвољавају бољу контролу лопте (лопта остаје ниско и спречавају се ударци у главу).
2. Ако лопта додирне играче било где на или испод колена (у неким верзијама испод чланака или струка) тај играч испада из игре.
3. Ако играч баци лопту у ваздух други играч може да је удари да би је задржао у игри или може да је пусти да испадне из јаме.
4. Играч не може да шутира лопту зато што се то сматра ударцем испод колена.
5. Држање за зид за време скакања није дозвољено.
6. Ако играч избаци лопту ван јаме и она на путу удари другу особу, последња особа која је додирнула лопту, испада.
7. Нема дуплог тапкања лопте. Дозвољено је ударити лопту у зид да би је задржали у игри, али не више од три пута.
8. Играч мора да изађе из јаме да би показао да је испао.

## Популарност ван Израела
Га-га се играла у аустралијској јеврејској заједници у Перту у западној Аустралији од 1960. године. Осамдесете године ХХ века биле су популаран период за јуниорска такмичења. Игра је уведена кроз размену израелских саветника који су ишли у Аустралију или аустралијских саветника који су се враћали из Израела.

### Раст популарности игре
У јулу 2012. The New York Times је писао, да упркос изненађењу родитеља који се сећају ове игре из своје младости, га-га је прилично популарна. Између осталог, према овом чланку, популарности игре допринела је дечја љубав према њој. "Деца уче родитеље ову игру а не обрнуто. Није као бејзбол, фудбал или тенис, где деца морају да имитирају неког другог. Одлично им иде."  Деца често уче ову игру на летњим камповима који су по целој Канади и Америци.

### Развој у САД
Верује се да су игру у Америку донели израелски саветници који су радили у јеврејским летњим комповима за децу. Га-га је наставила своје ширење у Менхетну отварањем Га-га центра, првог њујоршког центра посвећеног овом спорту.
ABC News је била прва телевизија која је преносила овај спорт, називајући га блажом, нежнијом верзијом између две ватре. Га-га постаје главна потпора у камповима Војске Спаса у "Empire State" дивизији док се "Long Point" камп хвалио једним од најкоришћенијих терена ван Израела.

### Еврoпска и америчка првенства
Прво европско првенство одржано је 2000. године у Лисабону. Сваког лета такмичи се 36 земаља у овом надметању. Га-га се проширила и на Латинску Америку највише захваљујући професору Уеви, оснивачу Инситута Ани Бе Ата.